# Vakuumformen
Vakuumformen ist ein Gussverfahren.

## Vorteile
Das Vakuumformverfahren ist gekennzeichnet durch Anwendung eines Vakuums zur Stabilisierung der Gussform. Im Gegensatz zu anderen Verfahren kann man hier auf die Formschrägen der gegossenen Werkstücke, die ein einfacheres Abheben der Gussform vom Modell bezwecken sollen, weitestgehend verzichten. Ein weiterer Vorteil des Verfahrens ist eine hohe Maßgenauigkeit bei ebenso hoher Oberflächengüte. Der Formgrat an den Teilungsebenen und an den Kernmarken ist ebenfalls gering. Vergossen werden können alle nach heutigen Stand bekannten gießbaren Metalle und Legierungen, wobei das maximale vergießfähige Gewicht nur von der Gießanlage abhängig ist, nicht vom Verfahren. Mit dem Vakuumgussverfahren sind Toleranzabweichungen von maximal 0,3 bis 0,6 Prozent möglich.

## Durchführung
Als Modell zur Vorlage wird ein Dauermodell verwendet, mit welchem man aus Quarzsand die verlorene Gussform fertigt. Die Verfestigung des Formsandes erfolgt durch Anlegen eines Unterdruckes von circa 0,3 bis 0,6 bar im Inneren der Gussform. Dazu wird das Modell mit kleinen Düsenbohrungen versehen, damit eine Folie von 0,05 bis 0,1 mm Dicke tiefgezogen, d. h. über die Modellhälfte gezogen werden kann. Die Folie wird vor dem Tiefziehen mittels einer Heizspirale wenige Sekunden erhitzt, damit sie plastisch verformbar ist. Während des Tiefziehens legt sich die Folie konturtreu und dicht an das Modell an.
Auf diese Kontur wird dann der rieselfähige, binderfreie Quarzsand aufgeschüttet. Nach der Ausformung des Eingusstümpels und der Speiser wird der Formkasten mit einer weiteren Folie abgedeckt. Die Verdichtung des Formsands geschieht über den Unterdruck zwischen den beiden Folien, welcher das Entstehen von Reibungskräften zwischen den Sandkörnern bewirkt, so dass eine Hemmung der Bewegung zwischen den Sandkörnern eintritt. Danach kann man die erzeugte Form vom Modell abziehen. Beide Seiten, also Ober- und Unterkasten, werden auf diese Art geformt und bilden nach dem Zusammenlegen die Formkavität, welche anschließend ausgegossen wird. Bis zum vollständigen Erstarren des Gussteiles nach dem Vergießen wird der Unterdruck zwischen beiden Folien im Ober- und Unterkasten aufrechterhalten. Das Vakuum wird erst zum Entnehmen des fertigen Gussteils abgestellt. Der Quarzsand ist dann wiederverwendbar. Mit diesem Verfahren werden Klein- bis Großserien gefertigt.

## Vac-u-form
Um 1961 entwickelte Mattel den Vac-u-form und später den Vac-u-maker als Spielzeug. In den 1990er Jahren wurde dieses Konzept von ToyMax aufgenommen.